# Кубок Німеччини з футболу 1963
Кубок Німеччини з футболу 1963 — 20-й розіграш кубкового футбольного турніру в Німеччині, 11 кубковий турнір на території Федеративної Республіки Німеччина після закінчення Другої світової війни. У кубку взяли участь 16 команд. Переможцем кубка Німеччини вперше став Гамбург.

## Перший раунд
| Команда 1                    | Рахунок | Команда 2                       |
| ---------------------------- | ------- | ------------------------------- |
| 9 червня 1963                |         |                                 |
| Боруссія (Дортмунд)          | 4:2     | Шпортфройнде (Саарбрюкен)       |
| 23 червня 1963               |         |                                 |
| Саарбрюкен                   | 3:0     | Вольфсбург                      |
| 28 червня 1963               |         |                                 |
| Конкордія (Гамбург)          | 1:3     | Тасманія 1900 (Західний Берлін) |
| 30 червня 1963               |         |                                 |
| Байєрн (Гоф)                 | 2:5     | Гамбург                         |
| Вердер                       | 4:3     | Лохберг (Дінслакен)             |
| 27 липня 1963                |         |                                 |
| Гессен (Кассель)             | 2:2 дч  | Вупперталер                     |
| Нюрнберг                     | 1:2     | Боруссія (Нойнкірхен)           |
| 27 липня 1963 (перегравання) |         |                                 |
| Вупперталер                  | 3:0     | Гессен (Кассель)                |
| 28 липня 1963                |         |                                 |
| Мюнхен 1860                  | 3:2     | Шальке 04                       |

## Чвертьфінали
| Команда 1           | Рахунок | Команда 2                       |
| ------------------- | ------- | ------------------------------- |
| 31 липня 1963       |         |                                 |
| Боруссія (Дортмунд) | 3:1     | Мюнхен 1860                     |
| Гамбург             | 1:0     | Саарбрюкен                      |
| Вупперталер         | 1:0     | Боруссія (Нойнкірхен)           |
| Вердер              | 1:0     | Тасманія 1900 (Західний Берлін) |

## Півфінали
| Команда 1           | Рахунок | Команда 2 |
| ------------------- | ------- | --------- |
| 7 серпня 1963       |         |           |
| Вупперталер         | 0:1     | Гамбург   |
| Боруссія (Дортмунд) | 2:0     | Вердер    |

## Фінал
| 14 серпня 1963 17:30 (CET) |

| Боруссія (Дортмунд) | 0:3      | Гамбург               |
| ------------------- | -------- | --------------------- |
|                     | Протокол | Зеелер 31', 33', 84', |

| Нідерсахсенштадіон, Ганновер Глядачів: 70 000 Арбітр: Рудольф Крайтлайн |